# ヒノオビクラゲ属
ヒノオビクラゲ属（ヒノオビクラゲぞく、学名 Marrus）はクダクラゲ目、ヨウラククラゲ科の分類群の一つ。他のクダクラゲ同様、それぞれが役割を持つ個虫からなる群体を形成する。トットン (Totton) により、3種を含む属として1954年に記載された。
狭義のヨウラククラゲ科は雌雄同体であるが、本属はヒノオビクラゲを除いては雌雄異体である。これはカツオノエボシなどの基底的なクダクラゲ類に見られる形質であり、本属をヨウラククラゲ科から外す場合もある。

## 分類
以下の4種が知られている。
- Marrus antarcticus Totton, 1954
- Marrus claudanielis Dunn, Pugh & Haddock, 2005 - 2005年にケイシー・ダン (Casey Dunn) らにより、カリフォルニア州のモントレー湾から報告された[4]。
- Marrus orthocanna (Kramp, 1942) ヒノオビクラゲ -  発見当初はクランプ (Kramp) によってオオダイダイクダクラゲ属の一種 Stephanomia orthocanna として報告されていた[1]。
- Marrus orthocannoides Totton, 1954 - 泳鐘に筋肉を欠く部分が存在しないことで他種と区別できる。本属から外す見解もある[4]。